# سيريل دومب
سيريل دومب هو بريطاني إسرائيلي فيزيائي نظري معترفًا به دوليًا، اشتهر بإلقاء المحاضرات والكتابة حول نظرية التحول الطوري والظواهر الحرجة للسوائل. كان معروفًا أيضًا في العالم اليهودي الأرثوذكسي بسبب كتاباته في العلوم واليهودية.